# 목행초등학교
목행초등학교는 충청북도 충주시 목행동에 있는 공립 초등학교이다.

## 학교 연혁
- 1946년 10월 1일 목행공립국민학교 개교
- 1960년 9월 1일 목행동 577-1번지로 이전
- 1996년 3월 1일 목행초등학교로 개명
- 2000년 12월 3일 급식실 준공
- 2004년 12월 8일 솔향공개홀 준공
- 2016년 4월 27일 솔향관 준공식
- 2019년 1월 7일 제69회 졸업식 (남자 34명, 여자 28명 계: 62명)
- 2019년 3월 1일 제29대 황규만 학교장 부임
- 2019년 3월 4일 입학식(남자 50명, 여자 38명, 계:88명)
- 2019년 12월 31일 제70회 졸업식 (남자 43명, 여자 53명 계: 96명)
- 2020년 3월 2일 입학식(남자 29명, 여자 28명 계: 57명)

## 참고 자료
- 목행초등학교 - 한국교육학술정보원 학교알리미
- MBC "나혼자산다" (2018.07.20) 기안84편 촬영